# Cercospora zonata
Cercospora zonata är en svampart som beskrevs av Georg Winter 1883. Cercospora zonata ingår i släktet Cercospora och familjen Mycosphaerellaceae.   Inga underarter finns listade i Catalogue of Life.